# Novellae
Novellae (en grec:Νεαραί διατάξεις, en llatí Novellae Constitutiones) són un conjunt de lleis, algunes escrites en llatí i altres en grec, que constitueixen un dels quatre grups del Corpus Juris Civilis que són: la Digesta, les Institutiones, el Codex Constitutionum i les Novellae. A més d'aquestes lleis, també reben el nom de novellae les incloses en altres textos compilatoris fets a occident, com el Breviarium d'Alaric II.
El nom llatí novella (plural:novellae) no es va fer servir en el moment de la promulgació d'aquestes lleis, sinó que se'ls va donar posteriorment quan van ser compilades per juristes i per distingir-les de les lleis més antigues, ja que la paraula novellae vol dir «noves». Tot i que el Codi Justinià es va començar a compilar a proposta de l'emperador Justinià I i durant el seu regnat, les novellae es van començar a compilar posteriorment a partir del 535, com un annex a l'anterior llibre que ja s'havia donat per acabat, i les darreres són del 565, encara que la majoria van ser publicades entre el 535 i el 539. Algunes van ser les normes dictades després de la publicació del Codi, o les que corregien els defectes del Codi.
El text en grec consisteix en 165 novellae com a mínim (potser 168) de les quals 159 corresponen a Justinià i la resta a Justí II i Tiberi II. Tracten sobre l'administració de l'estat, afers eclesiàstics i lleis civils. En llatí hi ha un epítom amb 125 novellae, i una traducció de 134 normes coneguda com a Authenticum o Liber Authenticorum, sent el compilador un autor desconegut.

## L'aparició de la paraulanovellae
El codi Justinià es va donar per acabat el 529, però l'emperador va continuar fent lleis. Entre el 530 i el 531, Justinià va promulgar les quinquaginta decisiones («cinquanta decisions») per resoldre les diferències entre els escrits del juristes de l'època clàssica. El 534 Justinià va manar la creació de la Constitutio cordi nobis, una segona edició del Codi amb l'annex de les noves lleis (Codex repetitae praelectionis). Aquesta edició integrava la seva nova legislació en els decrets imperials en la primera edició i la reemplaçava.
Justinià va continuar legislant després d'haver creat la segona edició del Codi. Per tant, en va fer una pragmàtica sanció el 554 (Sanctio pragmatica pro petitione Vigilii), amb la qual preveia que caldria desar les lleis fent que el codi fos una col·lecció oberta a les noves lleis i que constituirien part del cos legal (novellae constitutiones, quae post nostri codicis confectionem). L'arxiu per incloure les noves lleis es va anomenar Liber legum o Libri legum.

## Novellae Maioriani
La legislació promulgada per l'emperador d'Occident Majorià s'anomena Novellae Maioriani, lleis que van ser incloses en una col·lecció de dret romà titulada Breviarium, a petició d'alguns juristes gal·loromans al rei visigot Alaric II, l'any 506.
Les que es conserven són:
- Novella Maioriani 1, De ortu imperii domini Majoriani Augusti, "El començament del regnat de nostre senyor l'august Majorià ": discurs adreçat al senat, reunit a Ravenna, l'11 de gener del 458;
- Novella Maioriani 2, De indulgentiis reliquorum, "Sobre la remissió dels deutes", promulgada a Ravenna, l'11 de març del 458, a proposta de Basili, prefecte del pretori d'Itàlia;
- Novella Maioriani 3, De defensoribus civitatum, "Sobre la defensa de les ciutats", amb la qual es va crear un nou funcionari: el defensor civitatum, promulgada a Ravenna el 8 de maig del 458, també en nom de l'emperador d'Orient Leo I;
- Novella Maioriani 4, De aedificiis pubblicis, "Sobre els edificis públics", per la conservació dels monuments de Roma, promulgada a Ravenna l'11 de juliol del 458, a proposta d'Emilià, praefectus urbi de Roma, també en nom de Lleó I;
- Novella Maioriani 5, De bonis caducis sive proscriptorum, "Sobre les propietats abandonades i les persones proscrites", promulgada a Ravenna el 4 de setembre del 458, a proposta d'Ennodi,[a]que tenia el càrrec de comes privatae largitionis, també en nom de Lleó I;
- Novella Maioriani 6, De sanctimonialibus vel viduis et de successionibus earum, "Sobre les donzelles i vídues dedicades a la vida sacra i llur herències", promulgada a Ravenna el 26 d'octubre del 458 per Basili el prefecte pretorià d'Itàlia, també en nom de Lleó I;
- Novella Maioriani 7, De curialibus et de agnatione vel distractione praediorum et de ceteris negotiis, "Sobre els decurions, els seus fills i la venda de les seves terres", promulgada a Ravenna el 6 de novembre del 458, per Basili, també en nom de Lleó I;
- Novella Maioriani 8, De reddito iure armorum, "Sobre el retorn del dret a portar armes, el text emperò, s'ha perdut;
- Novella Maioriani 9, De adulteriis, "Sobre l'adulteri", confirmant que els adúlters haurien de ser condemnats a mort, promulgada a Arelate el 17 d'abril del 459, a proposta de Rogatià, governador de la Toscana Suburbicaria, també en nom de Lleó I;
- Novella Maioriani 10, sobre el dret dels senadors romans i dirigents eclesiàstics a incloure els béns rebuts en donació dins dels seus testaments, el text però no s'ha conservat;
- Novella Maioriani 11, De episcopali iudicio et ne quis invitus clericus ordinetur vel de ceteris negotiis, "Sobre els tribunals episcopals, cap persona podrà ser ordenada clergue contra la seva voluntat, i sobre altres assumptes", promulgada a Arelate el 28 de març del 460, a proposta de Ricimer, també en nom de Lleó I;
- Novella Maioriani 12, De aurigis et seditiosis, "Sobre eles aurigues i persones sedicioses", el text de la qual s'ha perdut.

## Diverses edicions posteriors
Hi ha diverses col·leccions no oficials de novellae que, en ordre cronològic són les següents:
- Epitome Juliani. De l'any 556, feta per un professor de dret de Constantinoble anomenat Julià, una compilació de 124 novellae (o 122, ja que dues lleis estan duplicades) promulgades entre els anys 535-555, per als seus estudiants de parla llatina.[5] Són traduccions al llatí dels originals grecs. Per estar escrit en llatí es va fer servir com a text de consulta durant l'edat mitjana fins que el 1100, va aparèixer una nova versió llatina.[6]
- Authenticum. Una col·lecció de 134 novellae promulgades entre els anys 535-556 i probablement compilades en aquell moment. La majoria traduïdes del grec, però també inclouen algunes publicades originalment en llatí o en bilingüe. For descoberta a Bolònia al voltant de l'any 1100. Reben el nom d'Authenticum perquè Irnerius i altres estudiosos de textos judicials antics pensen que es podria tractar d'una autèntica col·lecció encomanada oficialment per ordre de Justinià.[7]També se l'anomena versió vulgata.
- 575–580. Una A col·lecció de 168 novellae (o 166, atès que la majoria estan en grec però hi ha dues que estan escrites dues vegades en llatí i en grec) es va crear durant el regnat de Tiberi II. Dos d'aquests manuscrits es van descobrir a l'edat mitjana a Venècia i a Florència, van ser la base de les edicions en impremta que es van fer al renaixement.[8] Hi ha dos epítoms grecs que sembla que no van influir en la legislació romana a occident, compilats en la mateixa època, i s'anomenen: "Epítom d'Atanasi" (compost al voltant de l'any 572, conté 153 novellae i a diferència de les altres col·leccions estan agrupades per temes);[9]l'altre és "l'Epítom de Teodor" (compilades entre els anys 575-600).[10]
- 600-800. Durant aquests anys van circular diversos manuscrits amb epítoms per tot Europa. Van ser el principal recurs a occident on la resta de les parts que constituïen el Corpus Jurus Civilis eren desconegudes.
- La Basilica del 892 es va publicar durant el regnat de Lleó VI el Filòsof. Basada en la col·lecció de les 168, inclou extractes de moltes lleis, juntament amb parts de la Digesta, el Codex Justinià i les Institutiones, amb diverses notes explicatives (scholia).[11]

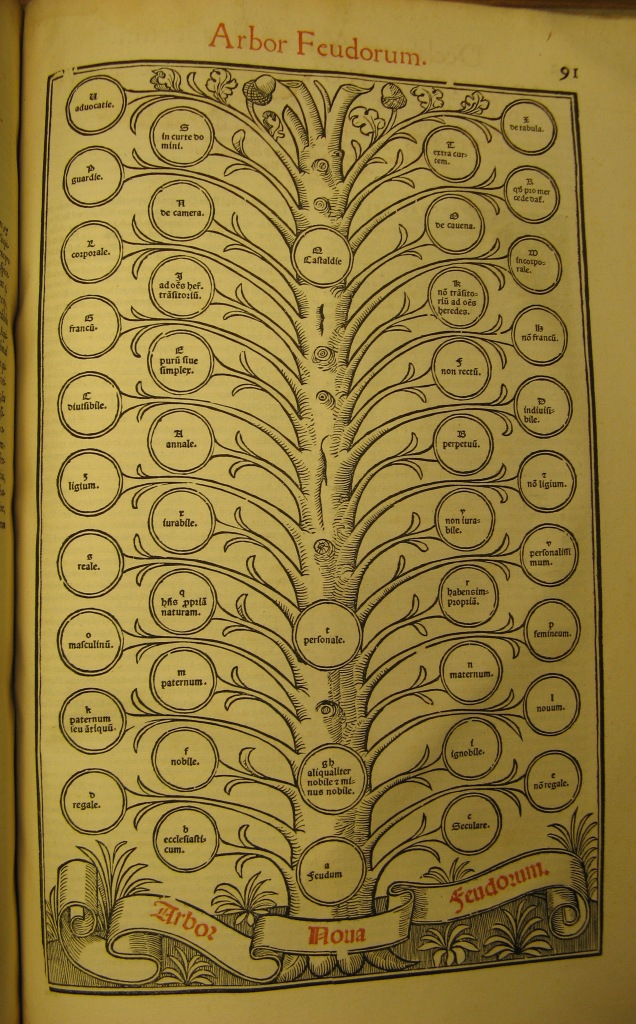
Diagrama del drets feudals "Arbor feudorum" complementant una edició de les Novellae de Justinià editada el 1553 a Lió.

- L'Authenticum del segle xii, aparegut a Bolònia, que va substituir en gran part l'Epitome Juliani. En aquesta època la Digesta, les Institutiones, el Codi Justinià i les Novellae van començar a anomenar-se conjuntament Corpus Juris Civilis per diferenciar-lo del Corpus Juris Canonici (el cos de legislació del dret canònic, lleis promulgades per eclesiàstics). El C.J.C. d'aquella època era diferent en contingut a l'actual: els tres primers volums eren lleis del  Digesta, després anaven els 9 primers llibres del Codi Justinià, el cinquè volum eren les Institutiones i els tres darrers volums eren l'Authenticum.[12] També es va anomenar Volumen parvum (volum petit) en comparació amb els altres volums del Corpus.
- Codex Marcianus, un manuscrit del segle xiii, anomenat així perquè es va trobar a la biblioteca de Sant Marc a Venècia. Hi ha una còpia d'aquest manuscrit feta al segle xvi, que es conserva a la biblioteca vaticana i, per tant, s'anomena Palatino-Vaticanus.[13]. El Codex Marcianus és una còpia de la compilació de les 168 i inclou un apèndix amb 13 edictes que desenvolupen les lleis de la mateixa col·lecció.
- El Codex Laurentianus, un manuscrit del segle xiv trobat a la Biblioteca Laurenziana de Florència.[14] Lodovicio Bolognini va encomanar una còpia del manuscrit que es coneix amb el nom de Bononiensis, també es basa en la col·lecció de les 168 novellae, però és de menor qualitat.
- La primera edició impresa és del 1476 amb el nom Volumen Parvum Novellae i es va editar al mateix temps que el Tres Libri .
- 1531: Gregori Holoander va compilar el primer llibre amb les novellae prenent com a model el manuscrit bolonyès del Codex Laurentianus. El nom complet era:Novellarum Constitutionem Justiniane Quae Exstant ut Exstant Volumen
- 1558: Henry Scrimgeour va crear una edició basada en la còpia Palatino-Vaticanus.[b]
- 1571: Antonius Contius va construir una edició que va ser influent, usant la versió de l'Authenticum i els textos de la col·lecció de les 168 novellae.